# Фэрбэрн, Джойс
Джойс Фэрбэрн (англ. Joyce Fairbarn; 6 ноября 1939, Летбридж, Альберта — 29 марта 2022, там же) — канадская журналистка и политик. Лидер правительства в Сенате Канады и министр, ответственный за грамотность (1993—1997), член Зала паралимпийской славы Канады с 2011 года, член ордена Канады (2015).

## Биография
Родилась в Летбридже (Альберта) в 1939 году. С 1961 года работала парламентским корреспондентом издания Ottawa Journal, сотрудничала также с «Ассошиэйтед Пресс». В 1970 году стала помощником-референтом премьер-министра Канады Пьера Трюдо, продолжала выполнять эти обязанности до 1984 года, в 1981—1984 годах также выступая в качестве координатора связей с общественностью офиса премьер-министра. Фэрбэрн сблизилась с семьёй Трюдо настолько, что сын Пьера Трюдо Джастин называл её «тётей».
В июне 1984 года Пьер Трюдо назначил Фэрбэрн членом Сената Канады от Альберты. До 1991 года она была вице-председателем Национальной либеральной фракции и Либеральной фракции Запада и Севера Канады. В 1991 году стала сопредседателем национальной предвыборной кампании Либеральной партии. В ноябре 1993 года новый премьер-министр от Либеральной партии Жан Кретьен, формируя свой правительственный кабинет, назначил Фэрбэрн лидером правительства в Сенате и министром, ответственным за грамотность населения. Она стала первой женщиной в истории Канады на посту лидера правительства в Сенате. Тогда же вошла в состав Тайного совета королевы для Канады. Продолжала занимать обе министерские должности до июня 1997 года.
В годы работы в Сенате занималась защитой интересов слабейших слоёв общества. Выступала за улучшение условий жизни коренных народов Канады и в 1990 году стала почётным вождём племени Кайна, приняв имя Утренняя Птица. Боролась также за обеспечение грамотности населения и после ухода с министерского поста в 1997 году стала специальным советником по вопросам грамотности министерства развития человеческих ресурсов Канады. В 1998 году, узнав, что у Паралимпийского комитета Канады нет средств на отправку делегации на следующие Паралимпийские игры, основала фонд «Друзья Паралимпийских игр» для сбора денег для национального комитета. В 2011 году имя Джойс Фэрбэрн включено в списки Зала паралимпийской славы Канады.
Состояла в браке с Майклом Гилланом, в котором осталась бездетной. Гиллан скончался в 2002 году. В августе 2012 года было сообщено, что у Джойс Фэрбэрн диагностирована болезнь Альцгеймера и она уходит с поста сенатора в бессрочный отпуск по состоянию здоровья. В 2015 году она была произведена в члены ордена Канады и умерла в марте 2022 года в Летбридже, где последние 8 лет жизни проживала в доме престарелых.